# Katalizator
Katalizátor je v kemiji snov, ki zmanjšuje aktivacijsko energijo snovi. To vpliva na hitrost kemijskih reakcij (predvsem pospeševanje), tako da večkrat rečemo, da katalizatorji kemijske reakcije pospešujejo. Katalizator v reakcijo ne vstopa in po reakciji ostane nespremenjen.